# Кадионица
Кадионица (грч. θυμιατηρια) је било који тип посуде која служи за паљење тамјана. Употребљава се у многим религијама таоизму и будизму (у Кини и Јапану), хиндуизму (у Индији) и хришћанству (чешће код православаца), а користиле су их и друге древне цивилизације као Маје, на пример. 

## Кадионице у православљу
То су ручни сасуди за приношење када Богу и служе за кађење икона и народа. Приликом богослужења у храмовима, као и током молитве у домовима, користи се кадионица, која у хришћанској симболици представља човечанство кроз Исуса Христа: жеравица божанство, док је дим добар мирис Св. духа. О кађењу као пропратној радњи сведоче црквени оци, који истичу да се овим чином поштују свете иконе. Кађењем верника примају се њихове молитве и деле освећења која долазе невидљиво као и мирис тамјана.

## Кућне кадионице
Кадионице у дому су обично ручне, направљена од земље или метала, и различитог су облика у складу са хришћанским духом. У кадионицу се ставља жар од дрвета (од угља има непријатан мирис) и на жар се ставља тамјан који шири пријатан и благоухан мирис. Пошто у градовима често нема жара, користи се специјални брикет у колутићима који замењује жар.
Кадионица и жар у њој, симболизују жарку љубав према вери и топлоту хришћанске душе. Мирис тамјана симболизује благодат Светога духа.
Кадионица се употребљава приликом сваке молитве. Домаћин кади, држећи у десној руци кадионицу и њоме чини знак крста. Каде се прво старији па млађи. Кадионица се држи на свечаном месту у кући.

## Галерија
- Отворена кадионица пре стављања тамјана за кађење.
- Процес стављање тамјана ради сагоревања у сврху кађења.
- Кадионица из манастира Љубостиња (XIV век).